# Adam Gans zu Putlitz
Adam Gans Edler zu Putlitz zu Eickhof und Garchow, ab 1609 auch zu Lütken-Schwechten, Wildberg und Gottberg (* um 1562; † kurz nach 1621) war ein deutscher Politiker im Dienst des Kurfürsten von Brandenburg und der Kurpfalz, Erbmarschall der Mark Brandenburg, 1608–1613 dort Statthalter für Kurfürst Johann Sigismund.

## Leben
Nach dem Urteil des Zürcher Theologen Johann Wilhelm Stucki „verkörperte er den Typ des gelehrten reformierten Adligen, der humanistische Interessen mit persönlicher Frömmigkeit verband“.
1585–1590 im Dienst des kurpfälzischen Administrators Johann Kasimir von Pfalz-Simmern war er Mitglied des obersten Regierungskollegiums („Oberrat“) der Kurpfalz und vertrat dort eine radikal calvinistische Haltung, auch zugunsten des Hugenottenführers König Heinrich von Navarra. 1594 zählte Johann VI. von Nassau ihn zu den Personen, die sich an einer ständigen Korrespondenz führender Calvinisten beteiligen und jeweils ein „Kollegium“ führen sollten.
1598 wurde er zum brandenburgischen Geheimen Kammerrat und Hofmarschall bestellt; sein Vermögen betrug 1608, als er brandenburgischer Erbmarschall und Oberkammerherr war, 142.000 Gulden. Seit mindestens 1607 gehörte er zu den konsequenten Vertretern der Interessen des Kurprinzen Johann Sigismund gegenüber dessen Vater Kurfürst Joachim Friedrich.
Beim Regierungsantritt des Kurfürsten Johann Sigismund 1608 wurde er von diesem sofort zum Statthalter der Mark Brandenburg ernannt, war dessen enger Vertrauter und mahnte 1613 seinen Dienstherrn zu sparsamer Haushaltung.
1613–1615 leitete er gemeinsam mit Adam von Schwarzenberg für den brandenburgischen Statthalter der Herzogtümer Jülich-Kleve-Berg, Kurprinz Georg Wilhelm, dessen Geheimen Rat in Düsseldorf und Kleve und die Verhandlungen mit Wolfgang Wilhelm von Pfalz-Neuburg, die Ende 1614 zum Vertrag von Xanten führten.
1612 und 1619 war er Leitender Gesandter („Prinzipalgesandter“) des Kurfürsten auf den Reichstagen zur Königswahl, wobei ihn ein Mitgesandter 1612 als habgierig bezeichnete. 1620 war er Taufzeuge des Kurprinzen Friedrich Wilhelm. Bei der Huldigung der Berliner Bürgerschaft trug er 1620 als brandenburgischer Erbmarschall das Kurschwert.

## Familie
Vater:
- Christoph Gans Edler zu Putlitz († 1566).

Brüder:
- Otto Gans Edler zu Putlitz († 1588/89), 1588 als Kommandant zu Bonn in niederländischen Diensten, musste dort aber gegen die Spanier kapitulieren.
- Dietrich und Christian Gans Edle zu Putlitz, † 1578 im niederländischen Freiheitskampf bei Eindhoven.
- Stephan Gans Edler zu Putlitz (1551–1613), Studium in Frankfurt (Oder) und Wittenberg, 1609 Kommandant zu Küstrin; wurde durch seine Frau Margaretha (1580–1636), Tochter des Zacharias von Grünberg (1516–1581) und der Elisabeth von Arnim (1555–1590), Schwager des Wedigo Reimar Gans Edler zu Putlitz (1567–1626), der mit Margarethas Schwester Ursula (1581–1612) verheiratet war.[3][4][5]